# Jaski (wieś w województwie lubelskim)
Jaski – wieś w Polsce położona w województwie lubelskim, w powiecie radzyńskim, w gminie Radzyń Podlaski
W latach 1975–1998 miejscowość administracyjnie należała do województwa bialskopodlaskiego.
Wieś jest sołectwem w gminie Radzyń Podlaski. Według Narodowego Spisu Powszechnego z roku 2011 wieś liczyła 115 mieszkańców.
Nazwa wsi – jak podaje Urząd Gminy Radzyń Podlaski – pochodzi od nazwiska Jasowskiego, który w XVI w. był właścicielem Zbulitowa. Była to mała wieś należąca w XIX w. wraz z Głównem do dóbr Białka Szlubowskich; położona pod lasem, jednodrożnica z obustronną zabudową bez starszego budownictwa. Słownik Geograficzny wymienia tu folwark o rozległości 601 mórg i 6 budynkach drewnianych. Obecnie brak wszelkich śladów. W lesie znajdowała się stara drewniana gajówka obsługująca rewir lasów zwany "Gaj". Gajówka zapewne z początku XX w., rozebrana w latach 1970. 
Tak natomiast o Jaskach pisał ich mieszkaniec, Czesław Siennicki, w niewydanej dotąd książce pt. "Wspomnienia osobiste. Fragmenty życiorysów i wydarzeń": "Wieś Jaski składała się z 8 osad chłopskich uwłaszczonych w roku 1864, każda o powierzchni około 3 morgów (morga = 0,5ha), z których 3 osady były własnością moich rodziców. Ta maleńka wioseczka nie była chyba tworem nowym. Wzmiankę o niej znalazłem w Roczniku Międzyrzeckim (tom 2), wydanym w roku 1970 przez Towarzystwo Przyjaciół Nauk w Międzyrzecu Podlaskim. W zamieszczonym tam artykule Piotra Aleksandrowicza pt: Miasto Międzyrzec Podlaski w XVII i XVIII wieku na stronie 63 podaje: "w 1585 roku ustalono granicę między Kąkolewnicą, dobrami królewskimi, a wsią Turów. Granica szła od sosny w polu, ziemianki koło rowów dawniej obronnych, koło dróżki z Turowa przez wieś Jaski do Zakrzewa koło Łukowa. Między Turowem a Radzyniem i Kozimrynkiem ciągnęły się ogromne lasy". Wynika z tego, że Jaski istniały już w XVI wieku. Innych wiadomości, dotyczących historii rodzinnej wsi, zarówno ustnych jak pisanych, nie udało mi się uzyskać". 
W latach 1896–1898 w pobliżu Jask wybudowana została magistrala kolejowa łącząca Łuków z Lublinem Płn. Obecnie nie jeżdżą tędy pociągi, bo ruch kolejowy na tym odcinku zawieszony został ostatecznie w 2000 r. Czasami jednak można zobaczyć przejeżdżającą drezynę, a raz do roku w sierpniu pociąg promocyjno-turystyczny ITK. Na obrzeżach wsi znajduje się stosunkowo dobrze zachowany budynek stacji kolejowej Jaski.
Jaski położone są pod lasem (Nadleśnictwo Radzyń Podlaski, Leśnictwo Główne), w którym dominują bory mieszane i sosnowe z dużym dodatkiem brzozy. Występują również olsy. Niedaleko miejscowości znajduje się ścieżka przyrodniczo-dydaktyczna przebiegająca przez leśnictwa Turów i Główne. 
W Jaskach przeważają gleby średniej i słabej jakości, a w okolicy wsi nie występują naturalne cieki oraz zbiorniki wodne.
Wierni Kościoła rzymskokatolickiego należą do parafii św. Andrzeja Boboli w Gąsiorach.